# Йордан Иванов
Вижте пояснителната страница за други личности с името Йордан Иванов.
Йордан Иванов Николов е български литературен историк, археолог, фолклорист и един от най-добрите познавачи на българската средновековна литература и култура, действителен член на Българското книжовно дружество от 1909 година.

## Биография
Йордан Иванов е роден през 1872 година в Кюстендил, в занаятчийско семейство от Кратово, баща му е мутафчия, а дядо му – свещеник. Фамилното им име е Шишкови. Получава средното си образование в Кюстендил и продължава образованието си във Висшето училище в София (във втория му випуск), където през 1892 г. завършва с отличие славянска филология. Негови учители са изтъкнати български учени като Александър Теодоров-Балан, Любомир Милетич, Беньо Цонев, Иван Шишманов и др. През следващите две години – 1892 – 1894 г. – специализира в Лозанския университет, където изучава литература на романските народи, латински език и палеография и усвоява основно френски език. До 1898 г. е учител по български и френски език и литература в Сливенската гимназия. Лектор по френски език във Висшето училище в София (1899 – 1906)
В периода 1906 – 1908 г. Иванов е секретар на Българското търговско представителство в Солун и това му дава възможност да пътува из южна Македония и атонските манастири. От 1909 г. е действителен член на Българското книжовно дружество, днес Българска академия на науките.
През 1911 г. е избран за редовен доцент в Софийския университет, през 1924 г. – редовен професор и титуляр на Катедрата по българска литература, на която длъжност остава до 1942 г., когато напуска университета поради пределна възраст. В два периода от 1920 до 1923 и от 1927 до 1930 г. е професор по български език и литература в Националното училище за живи източни езици в Париж.
Един от основоположниците на Българското археологическо дружество (1901) и на Българския археологически институт; член на Управителния съвет на БАИ (1920 – 1942). Член-учредител е на Македонския научен институт.
Откривател е на първообраза (оригинала) на „История славянобългарска“ на Паисий Хилендарски през 1906 г., при едно от посещенията му в манастира Зограф и изследва неговите ръкописите (виж книгата му от 1914 г. по-долу). Преди това малката книжка (тя дори не е била подвързана) е останала незабелязана, въпреки че е разглеждана от други изследователи, които са я мислили за препис.
През 1916 г. Йордан Иванов е поканен и участва в Научната експедиция в Македония и Поморавието.
През 1932 г. е избран за член на Славянския научен институт в Прага. През 1942 г. по случай 70-годишнината му и 50-годишната научна дейност той е награден с орден „За заслуга“, II степен и с грамота. През 1944 г. е провъзгласен за почетен гражданин на град Кюстендил.
Умира в София на 29 юли 1947 г.
Йордан Иванов е баща на изкуствоведката Вера Иванова-Мавродинова, тъст на Никола Мавродинов и дядо на проф. Лиляна Мавродинова.
- Паметна плоча акад. Иванов на фасадата на дома му на ул. „Шипка“ 41
- В този дом акад. Иванов живее от 1937 г. до смъртта си

## Памет
На професор Йордан Иванов е наречена улица в квартал „Драгалевци“ в София (Карта).

### Издадени исторически извори
- „Български старини из Македония“, 1908;
- История славеноболгарская, собрана и нареждена Паисием иеромонахом. Стъкми за печат по първообраза Й. Иванов. София, 1914;
- Поменици на български царе и царици. ИИД, 1915, 4
- „Богомилски книги и легенди“, 1925 (фототипно изд. С., 1970);
- „Български старини из Македония“, 1931 (фототипно изд. С., 1970, djvu формат);
- Ivanov, Ĵ. Bogomil Books and Legends. Paris, Maisonneuve et Larose, 1976;
- Livres et legendes bogomiles. Trad. du bulgare M. Ribeyrol, Paris, 1975 (Collection des litteratures populaire de toutes les nations, 22);
- „Старобългарски разкази. Текстове, новобългарски превод и бележки“, С., 1935.

### Монографии и студии
- „Критични бележки по фонетиката на кюстендилския говор“, 1894;
- Культ Перуна у южных славян. – Известия Отделения русского языка и словесности, VIII (1904)
- „Северна Македония. Исторически издирвания“, С., 1906;
- Цар Самуиловата столица в Преспа. Историко-археологически бележки. ИБАД, 1910, 1
- Беласицката битка, 29 юли 1014 г. ИБАД, 1911, З.
- "Епархиите в Охридската архиепископия през началото на XI век", публикувано в „Списание на Българската Академия на Науките“, книга I, София, 1911 година
- Асеновата крепост над Станимака и Бачковския манастир. Историко-археологически бележки. ИБАД, 1912, 2
- „Carte ethnographique de la Macedoine du Sud representant la repartition ethnique a la veille de la guerre des Balkans“, Sofia, 1913;
- „Notes explicatives sur la carte ethnographique de la Macedoine du Sud“, Sofia, 1913;
- „Българете в Македония. Издирвания и документи за тяхното потекло, език и народност с етнографска карта и статистика“, С., 1915, С., 1917;
- "Населението в Югоизточна Македония (Серско, Драмско и Кавалско)", София, 1917 г.;
- „Свети Иван Рилски и неговият манастир“, С., 1917;
- „La region de Cavalla“, Berne, 1918;
- „Les Bulgares et leurs manifestations nationales. Documents historiques, ethnographiques et diplomatiques“, Berne, 1919;
- „Les Bulgares devant le Congres de la paix. Documents historiques, ethnographiques et diplomatiques“, Berne, 1919;
- Произходът на павликяните според два български ръкописа. СпБАН, 1922, 24
- Un parler bulgare archaique. RES, 1922, 2
- Произход на цар Самуиловия род. Сборник в чест на В. Н. Златарски, София, 1925
- Средновековна София. София през турско време. В: Юбилейна книга на град София 1878 – 1928. С., 1928
- Българското книжовно влияние в Русия при митрополит Киприан (1375 – 1406). ИИБЛ, 1956, 6
- „Българските народни песни“, (изл. посмъртно, 1959);
- Сарацинска (арабска) мисия на Кирил Философ. ИИЛ, 1965, 16 (посм.)
- „Избрани произведения“, в 2 тома, 1982. Съст. и ред. Б. Ст. Ангелов. С., 1982. (Виж: Българите в Солунско. Исторически бележки. „Избрани произведения“ т. I, 262 – 278
- „Северозападните македонски говори – Тетовско, Скопско и Кратовско“, публикувано в сп. „Минало“, год. I, книга I, София, 1909 г.

### Обзорни, полемични и популяризаторски статии
- „История на славянските литератури“, Пловдив, 1896;
- „Славянската взаимност в миналото и сегашното“, 1898 – 1899;
- „Славянската взаимност в борбите и съборите“, 1898 – 1899;
- „Всеобща история на литературата“ (заедно с Кл. Карагюлев и С. Барутчийски), 1900;
- „Пангерманизмът, панславизмът и югославянският съюз“, 1902;
- „Bulgares et Grecs devant l`opinion publique suisse. (A propos du meeting de protestation en faveur des Grecs, tenu a Geneve le 17 mai 1918)“, Berne, 1918;
- „La question macedonienne au point de la vue historique, ethnographique et statistique“, Paris, 1920;
- Българо-албанската етнична граница. МкП, 1925, 1
- Български народни песни, записани преди 200 години. Училищен преглед, 1927, 26
- Неизвестен труд на Софрония Врачански. Мир, бр.10288, 31.10. 1934
- Нови вести за Кирила и Методия. Зора, бр.5404, 3.07.1937